# Publio Metilio Nepote
Publio Metilio Sabino Nepote (Publius Metilius Sabinus Nepos; c. 45 - 118) fue un político y militar romano que vivió durante la época final del siglo I y principios del siglo II, y desarrolló su cursus honorum bajo Domiciano, Nerva, y Trajano. 

## Carrera
Su primer cargo conocido fue el de consul suffectus en 91, bajo Domiciano. Nepote fue nombrado gobernador de la provincia de Britania en algún momento antes del asesinato del emperador Domiciano en el año 96.  Fue probablemente Metilio Nepote el fundador de las poblaciones de Colonia Domitiana Lindensium (Lincoln) y Colonia Nervia Glevensium (Gloucester).